# Gellu Naum
Gellu Naum, född 1 augusti 1915 i Bukarest, Rumänien, död där 29 september 2001, var en rumänsk författare som verkade inom många genrer, såsom poesi, dramatik och prosa. Han skrev även barnböcker och verkade som översättare. 

## Biografi
Naum föddes den 1 augusti 1915 i Rumänien, som son till poeten Andrei Naum (som dog i slaget vid Mărășești) och Maria Naum. Han studerade filosofi vid universitetet i Bukarest, och fick senare en doktorsgrad vid Paris universitet med en avhandling om Abélard. Konstnären Victor Brauner, som han hade lärt känna tidigare, introducerade honom till surrealisterna i Paris, under ledning av André Breton. 
Under andra världskriget stred Naum för Rumänien, fram till dess han ådrog sig en allvarlig sjukdom. Tillbaka i Bukarest var han med och grundade en surrealistisk grupp i Rumänien, med namn som Gherasim Luca, Virgil Teodorescu, Paul Păun och Dolfi Trost. André Breton kom med anledning av gruppen att hävda att världens centrum flyttat till Bukarest. Gruppen upplöstes med den påförda doktrinen om socialistisk realism.
Naum kom därefter att undervisa i och översätta filosofisk och skönlitteratur. När påbudet om socialistisk realism lättade något kunde han åter publicera poesi, och skrev bland annat romanen Zenobia (1985) där hans fru spelade en av huvudrollerna. 